# Vitèrba
Vitèrba (en francès Viterbe) és un municipi francès situat al departament del Tarn i a la regió d'Occitània.

## Demografia
| 1962                                       | 1968 | 1975 | 1982 | 1990 | 1999 | 2008 |
| ------------------------------------------ | ---- | ---- | ---- | ---- | ---- | ---- |
| 245                                        | 254  | 258  | 223  | 234  | 254  | 351  |
| Des de 1962: població sense dobles comptes |      |      |      |      |      |      |

## Administració
| Període | Identitat    | Partit |
| ------- | ------------ | ------ |
| 2001-   | Robert Gelis |        |